# Grand marché de Saint-Denis
Le grand marché de Saint-Denis est un marché artisanal de l'île de La Réunion, département et région d'outre-mer français dans le sud-ouest de l'océan Indien. Situé 2, rue du Maréchal-Leclerc, dans le centre-ville de la commune de Saint-Denis, il est inscrit en totalité à l'inventaire supplémentaire des Monuments historiques depuis le 21 août 1997,.